# (3198) Wallonia
Pour les articles homonymes, voir Wallonia.
(3198) Wallonia est un astéroïde de la ceinture principale aréocroiseur qui tire son nom de la forme latine de la région belge la Wallonie.
Il a été découvert le 30 décembre 1981 à l'observatoire de Haute-Provence par l'astronome belge François Dossin. Sa désignation provisoire était 1981 YH1.